# Manhao
Manhao (en chinois 蔓耗 ; pinyin Mànhào), est une ville de la ville-district de Gejiu dans le Yunnan en Chine. 

## Histoire
Située sur la fleuve Rouge, Manhao était un point de transbordement d'une certaine importance avant la construction du chemin de fer Kunming-Hai Phong au début du XXe siècle, car la route la plus courte entre Kunming et l'Indochine française la traversait. Manhao était considéré comme le chef de file de la navigation par petits bateaux (jonque ou wupan 五版) sur le fleuve Rouge ; ainsi, les produits du Yunnan tels que l'étain étaient amenés à Manhao par des mules de bât, où ils étaient chargés sur des bateaux. 
A cette époque, pour aller de Hai Phong (qui était le port maritime le plus proche de Kunming) à Kunming, il fallait 28 jours : cela impliquait 16 jours de voyage en bateau à vapeur puis un petit bateau remontant le fleuve Rouge jusqu'à Manhao (684 kilomètres) auquel il fallait ajouter 12 jours par voie terrestre (312 kilomètres) jusqu'à Kunming.
Une espèce d'araignée endémique du Yunnan découverte à Manhao, la Speocera manhao, tient son nom de la ville.